# جمجمه

دید کناری از استخوان‌های جمجمهٔ انسان

جمجمه (به عربی: جمجمة) یک ساختار استخوانی است که در تمامی مهره‌داران وجود دارد و به عنوان چهارچوب سر عمل می‌کند. جمجمه ساختار صورت را حفظ می‌کند و مغز را هم از صدمه دیدن حفظ می‌کند.
جمجمه بدون در نظر گرفتن استخوان متحرک فک تحتانی، کرانیوم نامیده می‌شود. کرانیوم از دو بخش تشکیل شده‌است. جمجمه مغزی که بخشی از جمجمه‌است که وظیفه حفاظت از مغز را بر عهده دارد؛ و قسمت دوم استخوان‌های صورت، در جلو و پایین جعبه مغزی قرار گرفته‌است و اسکلت صورت را می‌سازد. استخوانهای جعبه مغزی ۸ عدد هستند ۴ عدد فرد و میانی و ۲ عدد زوج و طرفی هستند. استخوان‌های صورت ۱۴ عدد هستند که ۶ عدد زوج و ۲ عدد فرد هستند.
در مجموع ۲۲ عدد استخوان، جمجمه را تشکیل می‌دهند. در ضخامت برخی از استخوانهای سر و صورت حفرات تو خالی هوایی به نام سینوس وجود دارند. غیر از مفصل فکی گیجگاهی که تنها مفصل متحرک جمجمه است بقیه استخوان‌ها از طریق مفاصل لیفی به یکدیگر متصل هستند.

## تقویت جمجمه
تقویت جمجمه یکی از مهمترین اصول برای محافظت بیشتر از مغز در برابر آسیب های رادیکال های آزاد میکروبهای ریز مولکول های درشت است. ویتامین D ٬کلسیم ٬ویتامین C٬ جمجمه و بافت مننژ و سد خونی مغزی را تقویت میکند و نسبت به آسیب ها سریع نمی شکنند و آسیب جدی نمی بیند علاوه بر آن به جز جمجمه استخوان های دیگر بدن را نسبت به شکستگی مقاوم میکند. 

## استخوان‌های جمجمه
استخوان‌های فرد کاسه مغزی عبارتند از: استخوان پیشانی، استخوان پرویزنی، استخوان پروانه‌ای، استخوان پس‌سری
استخوان‌های زوج کاسه مغزی عبارتند از: استخوان آهیانه و استخوان گیجگاهی.
استخوان‌های فرد صورت عبارتند از: استخوان خیش، استخوان فک تحتانی. استخوانهای زوج صورت عبارتند از: استخوانهای فک فوقانی، استخوانهای کامی، استخوانهای گونه، استخوانهای بینی، استخوانهای اشکی و استخوانهای شاخک تحتانی بینی

## نگارخانه

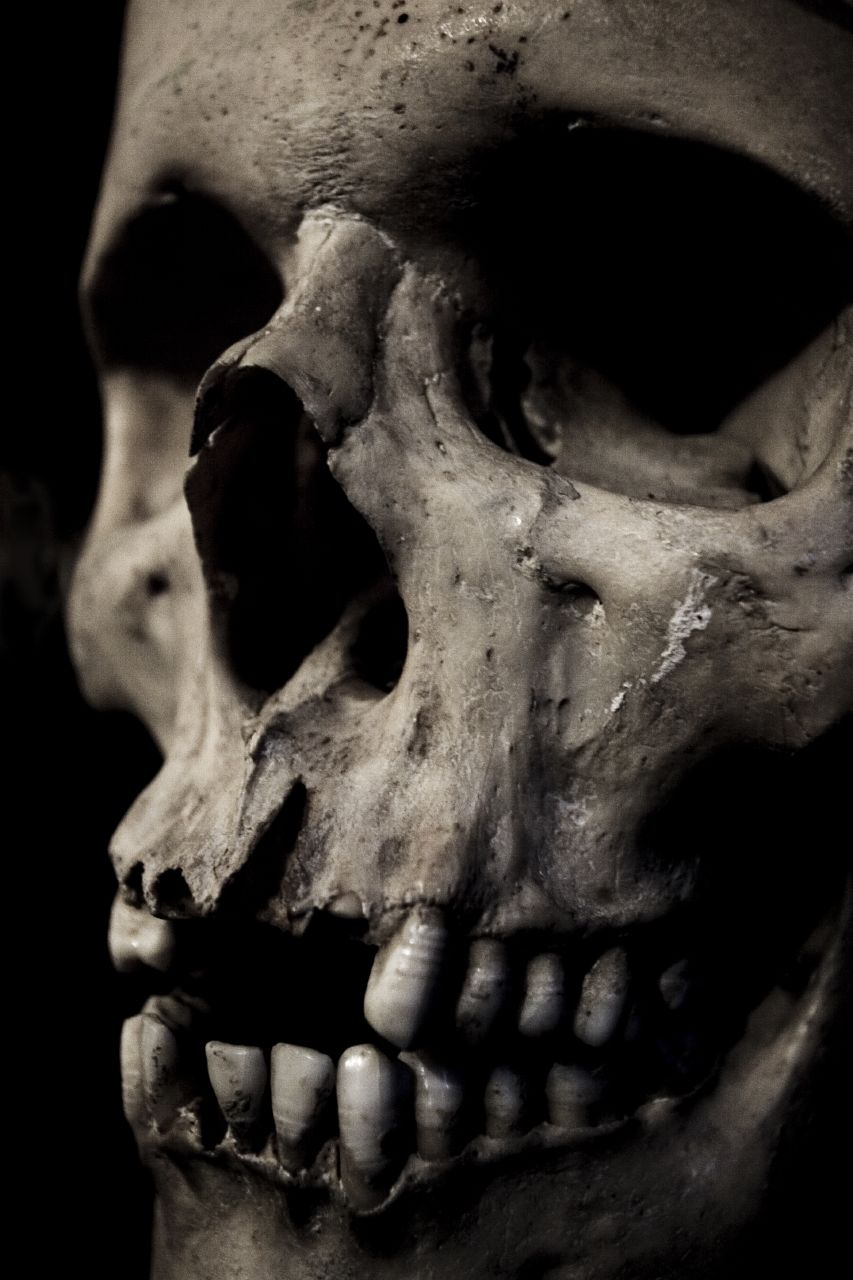
جمجمه صدمه‌دیده یک انسان
پرچم دزدان دریایی (یک جمجمه بر بالای استخوان‌های ضربدری بر روی یک زمینه سیاه ترسیم می‌کنند)